# 500 Miglia di Indianapolis 2019
La 500 Miglia di Indianapolis del 2019, giunta alla sua 103ª edizione, si è disputata il 26 maggio 2019 sull'ovale dell'Indianapolis Motor Speedway. È stata anche la sesta tappa della IndyCar Series 2019 ed è stata vinta dal pilota francese Simon Pagenaud, sua prima vittoria assoluta e dopo centocinque anni dall'ultimo pilota transalpino vincente.

## Partecipanti
| N°              | Pilota              | Scuderia                                                    | Motore    |
| --------------- | ------------------- | ----------------------------------------------------------- | --------- |
| 2               | Josef Newgarden     | Team Penske                                                 | Chevrolet |
| 3               | Hélio Castroneves W | Team Penske                                                 | Chevrolet |
| 4               | Matheus Leist       | A.J. Foyt Enterprises                                       | Chevrolet |
| 5               | James Hinchcliffe   | Arrow Schmidt Peterson Motorsports                          | Honda     |
| 7               | Marcus Ericsson R   | Arrow Schmidt Peterson Motorsports                          | Honda     |
| 9               | Scott Dixon W       | Chip Ganassi Racing                                         | Honda     |
| 10              | Felix Rosenqvist R  | Chip Ganassi Racing                                         | Honda     |
| 12              | Will Power W        | Team Penske                                                 | Chevrolet |
| 14              | Tony Kanaan W       | A.J. Foyt Enterprises                                       | Chevrolet |
| 15              | Graham Rahal        | Rahal Letterman Lanigan Racing                              | Honda     |
| 18              | Sébastien Bourdais  | Dale Coyne Racing with Vasser-Sullivan                      | Honda     |
| 19              | Santino Ferrucci R  | Dale Coyne Racing                                           | Honda     |
| 20              | Ed Carpenter        | Ed Carpenter Racing                                         | Chevrolet |
| 21              | Spencer Pigot       | Ed Carpenter Racing                                         | Chevrolet |
| 22              | Simon Pagenaud      | Team Penske                                                 | Chevrolet |
| 23              | Charlie Kimball     | Carlin Racing                                               | Chevrolet |
| 24              | Sage Karam          | Dreyer & Reinbold Racing                                    | Chevrolet |
| 25              | Conor Daly          | Andretti Autosport                                          | Honda     |
| 26              | Zach Veach          | Andretti Autosport                                          | Honda     |
| 27              | Alexander Rossi W   | Andretti Autosport                                          | Honda     |
| 28              | Ryan Hunter-Reay W  | Andretti Autosport                                          | Honda     |
| 30              | Takuma Satō W       | Rahal Letterman Lanigan Racing                              | Honda     |
| 31              | Patricio O'Ward R   | Carlin Racing                                               | Chevrolet |
| 32              | Kyle Kaiser         | Juncos Racing                                               | Chevrolet |
| 33              | James Davison       | Dale Coyne Racing with Byrd/Hollinger/Belardi               | Honda     |
| 39              | Pippa Mann          | Clauson-Marshall Racing                                     | Chevrolet |
| 42              | Jordan King R       | Rahal Letterman Lanigan Racing                              | Honda     |
| 48              | J.R. Hildebrand     | Dreyer & Reinbold Racing                                    | Chevrolet |
| 59              | Max Chilton         | Carlin Racing                                               | Chevrolet |
| 60              | Jack Harvey         | Meyer Shank Racing with Arrow Schmidt Peterson              | Honda     |
| 63              | Ed Jones            | Ed Carpenter Racing Scuderia Corsa                          | Chevrolet |
| 66              | Fernando Alonso     | McLaren Racing                                              | Chevrolet |
| 77              | Oriol Servià        | Team Stange Racing with Arrow Schmidt Peterson              | Honda     |
| 81              | Ben Hanley R        | DragonSpeed                                                 | Chevrolet |
| 88              | Colton Herta R      | Harding Steinbrenner Racing                                 | Honda     |
| 98              | Marco Andretti      | Andretti Herta Autosport w/ Marco Andretti & Curb-Agajanian | Honda     |
| OFFICIAL REPORT |                     |                                                             |           |

## Qualifiche

### Qualifying — Sabato 18 maggio
| Pos.                 | N°                   | Pilota               | Scuderia                                                    | Motore               | Velocità media 4 giri (mph) |
| Fast Nine Qualifiers | Fast Nine Qualifiers | Fast Nine Qualifiers | Fast Nine Qualifiers                                        | Fast Nine Qualifiers | Fast Nine Qualifiers        |
| -------------------- | -------------------- | -------------------- | ----------------------------------------------------------- | -------------------- | --------------------------- |
| 1                    | 21                   | Spencer Pigot        | Ed Carpenter Racing                                         | Chevrolet            | 230.083                     |
| 2                    | 12                   | Will Power W         | Team Penske                                                 | Chevrolet            | 230.081                     |
| 3                    | 22                   | Simon Pagenaud       | Team Penske                                                 | Chevrolet            | 229.854                     |
| 4                    | 2                    | Josef Newgarden      | Team Penske                                                 | Chevrolet            | 229.749                     |
| 5                    | 88                   | Colton Herta R       | Harding Steinbrenner Racing                                 | Honda                | 229.478                     |
| 6                    | 63                   | Ed Jones             | Ed Carpenter Racing Scuderia Corsa                          | Chevrolet            | 229.440                     |
| 7                    | 20                   | Ed Carpenter         | Ed Carpenter Racing                                         | Chevrolet            | 229.349                     |
| 8                    | 27                   | Alexander Rossi W    | Andretti Autosport                                          | Honda                | 229.268                     |
| 9                    | 18                   | Sébastien Bourdais   | Dale Coyne Racing with Vasser-Sullivan                      | Honda                | 228.800                     |
| Positions 10–33      |                      |                      |                                                             |                      |                             |
| 10                   | 98                   | Marco Andretti       | Andretti Herta Autosport w/ Marco Andretti & Curb-Agajanian | Honda                | 228.756                     |
| 11                   | 25                   | Conor Daly           | Andretti Autosport                                          | Honda                | 228.617                     |
| 12                   | 3                    | Hélio Castroneves W  | Team Penske                                                 | Chevrolet            | 228.523                     |
| 13                   | 7                    | Marcus Ericsson R    | Arrow Schmidt Peterson Motorsports                          | Honda                | 228.511                     |
| 14                   | 30                   | Takuma Satō W        | Rahal Letterman Lanigan Racing                              | Honda                | 228.300                     |
| 15                   | 33                   | James Davison        | Dale Coyne Racing with Byrd/Hollinger/Belardi               | Honda                | 228.273                     |
| 16                   | 14                   | Tony Kanaan W        | A.J. Foyt Enterprises                                       | Chevrolet            | 228.120                     |
| 17                   | 15                   | Graham Rahal         | Rahal Letterman Lanigan Racing                              | Honda                | 228.104                     |
| 18                   | 9                    | Scott Dixon W        | Chip Ganassi Racing                                         | Honda                | 228.100                     |
| 19                   | 77                   | Oriol Servià         | MotoGator Team Stange Racing with Arrow Schmidt Peterson    | Honda                | 227.991                     |
| 20                   | 23                   | Charlie Kimball      | Carlin                                                      | Chevrolet            | 227.915                     |
| 21                   | 48                   | J.R. Hildebrand      | Dreyer & Reinbold Racing                                    | Chevrolet            | 227.908                     |
| 22                   | 28                   | Ryan Hunter-Reay W   | Andretti Autosport                                          | Honda                | 227.877                     |
| 23                   | 19                   | Santino Ferrucci R   | Dale Coyne Racing                                           | Honda                | 227.731                     |
| 24                   | 4                    | Matheus Leist        | A.J. Foyt Enterprises                                       | Chevrolet            | 227.717                     |
| 25                   | 60                   | Jack Harvey          | Meyer Shank Racing with Arrow Schmidt Peterson              | Honda                | 227.695                     |
| 26                   | 42                   | Jordan King R        | Rahal Letterman Lanigan Racing                              | Honda                | 227.502                     |
| 27                   | 81                   | Ben Hanley R         | DragonSpeed                                                 | Chevrolet            | 227.482                     |
| 28                   | 26                   | Zach Veach           | Andretti Autosport                                          | Honda                | 227.341                     |
| 29                   | 10                   | Felix Rosenqvist R   | Chip Ganassi Racing                                         | Honda                | 227.297                     |
| 30                   | 39                   | Pippa Mann           | Clauson-Marshall Racing                                     | Chevrolet            | 227.244                     |
| Last Row Shootout    |                      |                      |                                                             |                      |                             |
| 31                   | 66                   | Fernando Alonso      | McLaren Racing                                              | Chevrolet            | 227.224                     |
| 32                   | 5                    | James Hinchcliffe    | Arrow Schmidt Peterson Motorsports                          | Honda                | 226.956                     |
| 33                   | 24                   | Sage Karam           | Dreyer & Reinbold Racing                                    | Chevrolet            | 226.951                     |
| 34                   | 31                   | Patricio O'Ward R    | Carlin                                                      | Chevrolet            | 226.897                     |
| 35                   | 59                   | Max Chilton          | Carlin                                                      | Chevrolet            | 226.321                     |
| 36                   | 32                   | Kyle Kaiser          | Juncos Racing                                               | Chevrolet            | Time Withdrawn              |
| OFFICIAL REPORT      |                      |                      |                                                             |                      |                             |

### Bump Day/Pole Day — Domenica 19 maggio

#### Last Row Shootout
| Pos.                | Nº                  | Pilota              | Scuderia                           | Motore              | Velocità (mph)      |
| Last Row Qualifiers | Last Row Qualifiers | Last Row Qualifiers | Last Row Qualifiers                | Last Row Qualifiers | Last Row Qualifiers |
| ------------------- | ------------------- | ------------------- | ---------------------------------- | ------------------- | ------------------- |
| 31                  | 24                  | Sage Karam          | Dreyer & Reinbold Racing           | Chevrolet           | 227.740             |
| 32                  | 5T                  | James Hinchcliffe   | Arrow Schmidt Peterson Motorsports | Honda               | 227.543             |
| 33                  | 32                  | Kyle Kaiser         | Juncos Racing                      | Chevrolet           | 227.372             |
| Failed to qualify   |                     |                     |                                    |                     |                     |
| 34                  | 66                  | Fernando Alonso     | McLaren Racing                     | Chevrolet           | 227.353             |
| 35                  | 31                  | Patricio O'Ward R   | Carlin                             | Chevrolet           | 227.092             |
| 36                  | 59                  | Max Chilton         | Carlin                             | Chevrolet           | 226.192             |

#### Fast Nine Shootout
| Pos.                 | Nº                   | Pilota               | Scuderia                           | Motore               | Velocità (mph)       |
| Fast Nine Qualifiers | Fast Nine Qualifiers | Fast Nine Qualifiers | Fast Nine Qualifiers               | Fast Nine Qualifiers | Fast Nine Qualifiers |
| -------------------- | -------------------- | -------------------- | ---------------------------------- | -------------------- | -------------------- |
| 1                    | 22                   | Simon Pagenaud       | Team Penske                        | Chevrolet            | 229.992              |
| 2                    | 20                   | Ed Carpenter         | Ed Carpenter Racing                | Chevrolet            | 229.889              |
| 3                    | 21                   | Spencer Pigot        | Ed Carpenter Racing                | Chevrolet            | 229.826              |
| 4                    | 63                   | Ed Jones             | Ed Carpenter Racing Scuderia Corsa | Chevrolet            | 229.646              |
| 5                    | 88                   | Colton Herta R       | Harding Steinbrenner Racing        | Honda                | 229.086              |
| 6                    | 12                   | Will Power W         | Team Penske                        | Chevrolet            | 228.645              |
| 7                    | 18                   | Sébastien Bourdais   | Dale Coyne Racing                  | Honda                | 228.621              |
| 8                    | 2                    | Josef Newgarden      | Team Penske                        | Chevrolet            | 228.396              |
| 9                    | 27                   | Alexander Rossi W    | Andretti Autosport                 | Honda                | 228.247              |
| OFFICIAL REPORT      |                      |                      |                                    |                      |                      |

## Griglia di partenza
R  = Debuttante alla 500 Miglia di Indianapolis;  W  = Vincitore della 500 Miglia di Indianapolis
| Fila | Interno | Interno            | Centro | Centro             | Esterno | Esterno             |
| ---- | ------- | ------------------ | ------ | ------------------ | ------- | ------------------- |
| 1    | 22      | Simon Pagenaud     | 20     | Ed Carpenter       | 21      | Spencer Pigot       |
| 2    | 63      | Ed Jones           | 88     | Colton Herta R     | 12      | Will Power W        |
| 3    | 18      | Sébastien Bourdais | 2      | Josef Newgarden    | 27      | Alexander Rossi W   |
| 4    | 98      | Marco Andretti     | 25     | Conor Daly         | 3       | Hélio Castroneves W |
| 5    | 7       | Marcus Ericsson R  | 30     | Takuma Satō W      | 33      | James Davison       |
| 6    | 14      | Tony Kanaan W      | 15     | Graham Rahal       | 9       | Scott Dixon W       |
| 7    | 77      | Oriol Servià       | 23     | Charlie Kimball    | 48      | J. R. Hildebrand    |
| 8    | 28      | Ryan Hunter-Reay W | 19     | Santino Ferrucci R | 4       | Matheus Leist       |
| 9    | 60      | Jack Harvey        | 42     | Jordan King R      | 81      | Ben Hanley R        |
| 10   | 26      | Zach Veach         | 10     | Felix Rosenqvist R | 39      | Pippa Mann          |
| 11   | 24      | Sage Karam         | 5      | James Hinchcliffe  | 32      | Kyle Kaiser         |

Non qualificati
| N° | Pilota            | Scuderia       | Motivo                                                              |
| -- | ----------------- | -------------- | ------------------------------------------------------------------- |
| 66 | Fernando Alonso   | McLaren Racing | Quarto più veloce nell'ultima fila di tiri. Eliminato dal campo.    |
| 31 | Patricio O'Ward R | Carlin         | Quinto più veloce negli ultimi tiri di rigore. Eliminato dal campo. |
| 59 | Max Chilton       | Carlin         | Sesto più veloce nell'ultima fila di tiri. Eliminato dal gruppo.    |

## Gara
| Pos                | Nº | Pilota              | Scuderia                                                    | Motore    | Giri | Tempo/Ritirato     | Pit Stop | Griglia | Giri in testa | Pti |
| ------------------ | -- | ------------------- | ----------------------------------------------------------- | --------- | ---- | ------------------ | -------- | ------- | ------------- | --- |
| 1                  | 22 | Simon Pagenaud      | Team Penske                                                 | Chevrolet | 200  | 2:50:39.2797       | 6        | 1       | 116           | 112 |
| 2                  | 27 | Alexander Rossi W   | Andretti Autosport                                          | Honda     | 200  | +0.2086            | 6        | 9       | 22            | 82  |
| 3                  | 30 | Takuma Satō W       | Rahal Letterman Lanigan Racing                              | Honda     | 200  | +0.3413            | 8        | 14      | 3             | 71  |
| 4                  | 2  | Josef Newgarden     | Team Penske                                                 | Chevrolet | 200  | +0.8979            | 6        | 8       | 21            | 67  |
| 5                  | 12 | Will Power W        | Team Penske                                                 | Chevrolet | 200  | +1.6173            | 6        | 6       | 7             | 65  |
| 6                  | 20 | Ed Carpenter        | Ed Carpenter Racing                                         | Chevrolet | 200  | +1.9790            | 6        | 2       | 7             | 65  |
| 7                  | 19 | Santino Ferrucci R  | Dale Coyne Racing                                           | Honda     | 200  | +2.8055            | 6        | 23      | 1             | 53  |
| 8                  | 28 | Ryan Hunter-Reay W  | Andretti Autosport                                          | Honda     | 200  | +4.0198            | 6        | 22      | 0             | 48  |
| 9                  | 14 | Tony Kanaan W       | A.J. Foyt Enterprises                                       | Chevrolet | 200  | +4.7708            | 8        | 16      | 0             | 44  |
| 10                 | 25 | Conor Daly          | Andretti Autosport                                          | Honda     | 200  | +5.3459            | 6        | 11      | 0             | 40  |
| 11                 | 5  | James Hinchcliffe   | Arrow Schmidt Peterson Motorsports                          | Honda     | 200  | +5.4821            | 8        | 32      | 0             | 38  |
| 12                 | 33 | James Davison       | Dale Coyne Racing with Byrd/Hollinger/Belardi               | Honda     | 200  | +6.2250            | 6        | 15      | 0             | 36  |
| 13                 | 63 | Ed Jones            | Ed Carpenter Racing Scuderia Corsa                          | Chevrolet | 200  | +7.5500            | 8        | 4       | 0             | 40  |
| 14                 | 21 | Spencer Pigot       | Ed Carpenter Racing                                         | Chevrolet | 200  | +8.5566            | 8        | 3       | 4             | 40  |
| 15                 | 4  | Matheus Leist       | A.J. Foyt Enterprises                                       | Chevrolet | 200  | +10.4153           | 7        | 24      | 0             | 30  |
| 16                 | 39 | Pippa Mann          | Clauson-Marshall Racing                                     | Chevrolet | 200  | +12.9803           | 6        | 30      | 0             | 28  |
| 17                 | 9  | Scott Dixon W       | Chip Ganassi Racing                                         | Honda     | 200  | +14.7595           | 7        | 18      | 13            | 27  |
| 18                 | 3  | Hélio Castroneves W | Team Penske                                                 | Chevrolet | 199  | +1 giro            | 9        | 12      | 0             | 24  |
| 19                 | 24 | Sage Karam          | Dreyer & Reinbold Racing                                    | Chevrolet | 199  | +1 giro            | 8        | 31      | 0             | 22  |
| 20                 | 48 | J. R. Hildebrand    | Dreyer & Reinbold Racing                                    | Chevrolet | 199  | +1 giro            | 9        | 21      | 0             | 20  |
| 21                 | 60 | Jack Harvey         | Meyer Shank Racing with Arrow Schmidt Peterson              | Honda     | 199  | +1 giro            | 9        | 25      | 0             | 18  |
| 22                 | 77 | Oriol Servià        | MotoGator Team Stange Racing with Arrow Schmidt Peterson    | Honda     | 199  | +1 giro            | 7        | 19      | 0             | 16  |
| 23                 | 7  | Marcus Ericsson R   | Arrow Schmidt Peterson Motorsports                          | Honda     | 198  | +2 giri            | 8        | 13      | 0             | 14  |
| 24                 | 42 | Jordan King R       | Rahal Letterman Lanigan Racing                              | Honda     | 198  | +2 giri            | 8        | 26      | 0             | 12  |
| 25                 | 23 | Charlie Kimball     | Carlin                                                      | Chevrolet | 196  | +4 giri            | 7        | 20      | 0             | 10  |
| 26                 | 98 | Marco Andretti      | Andretti Herta Autosport w/ Marco Andretti & Curb-Agajanian | Honda     | 195  | +5 giri            | 12       | 10      | 0             | 10  |
| 27                 | 15 | Graham Rahal        | Rahal Letterman Lanigan Racing                              | Honda     | 176  | Contatto           | 5        | 17      | 0             | 10  |
| 28                 | 10 | Felix Rosenqvist R  | Chip Ganassi Racing                                         | Honda     | 176  | Contatto           | 6        | 29      | 6             | 11  |
| 29                 | 26 | Zach Veach          | Andretti Autosport                                          | Honda     | 176  | Contatto           | 5        | 28      | 0             | 10  |
| 30                 | 18 | Sébastien Bourdais  | Dale Coyne Racing with Vasser-Sullivan                      | Honda     | 176  | Contatto           | 5        | 7       | 0             | 13  |
| 31                 | 32 | Kyle Kaiser         | Juncos Racing                                               | Chevrolet | 71   | Contatto           | 2        | 33      | 0             | 10  |
| 32                 | 81 | Ben Hanley R        | DragonSpeed                                                 | Chevrolet | 54   | Problemi meccanici | 1        | 27      | 0             | 10  |
| 33                 | 88 | Colton Herta R      | Harding Steinbrenner Racing                                 | Honda     | 3    | Problemi meccanici | 0        | 5       | 0             | 15  |
| OFFICIAL BOX SCORE |    |                     |                                                             |           |      |                    |          |         |               |     |

Note
I punti includono: quelli ottenuti nelle Qualifiche, 1 punto a ogni pilota che comanda almeno un giro, 2 punti al pilota che ha il maggior numero di giri in prima posizione.